# Stanisław Jerzy Lec

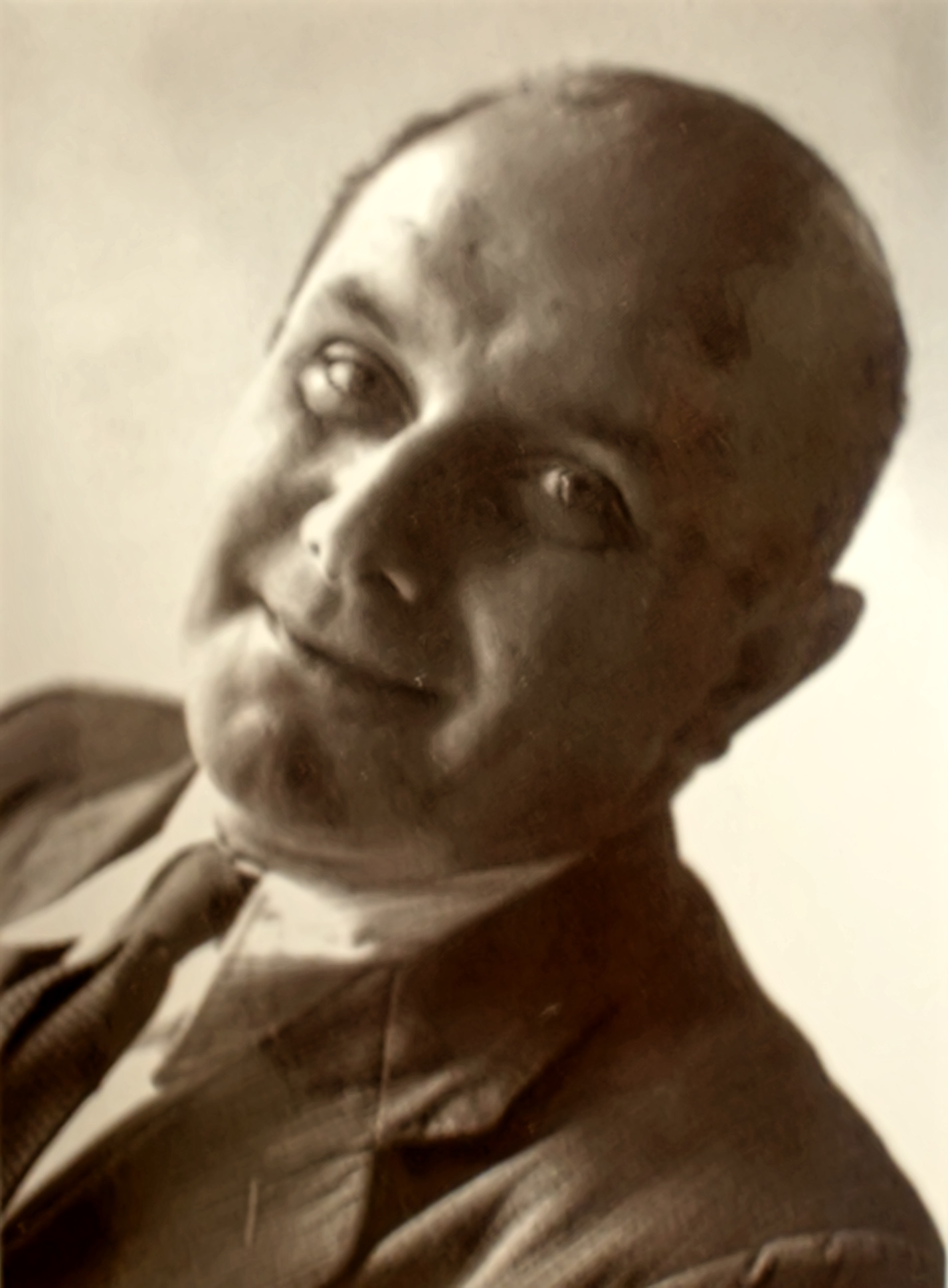

Stanisław Jerzy Lec (Lemberg, 6 de marzo de 1909–Varsovia, 7 de mayo de 1966) (nacido Stanisław Jerzy de Tusch-Letz) fue un escritor, poeta y aforista polaco.
Natural de Lemberg (actual Leópolis), entonces parte del Imperio austrohúngaro, hijo del barón Benon de Tusch-Letz y de Adela Safrin, una noble familia judía. Está considerado en su país uno de los grandes aforistas del siglo XX. 

## Selección de obras
- Pensamientos despeinados (Myśli nieuczesane, publicada en 1957. *Otros pensamientos despeinados ) 1959 contiene aforismos y es su obra más conocida.[1]

### Otros títulos en polaco
- Barwy, poemas (1933)
- Spacer cynika, sátiras y epigramas (1946)
- Notatnik polowy, poemas (1946)
- Życie jest fraszką, sátiras y epigramas (1948)
- Nowe wiersze (1950)
- Rękopis jerozolimski (1956)
- Z tysiąca i jednej fraszki (1959)
- Kpię i pytam o drogę (1959)
- Myśli nieuczesane (1959)
- Do Abla i Kaina (1961)
- List gończy (1963)
- Myśli nieuczesane nowe (1964)
- Poema gotowe do skoku (1964)
- Fraszkobranie (1966)